# 千葉県道143号南総昭和線
千葉県道143号南総昭和線（ちばけんどう143ごう なんそうしょうわせん）は、千葉県市原市と袖ケ浦市を結ぶ一般県道。

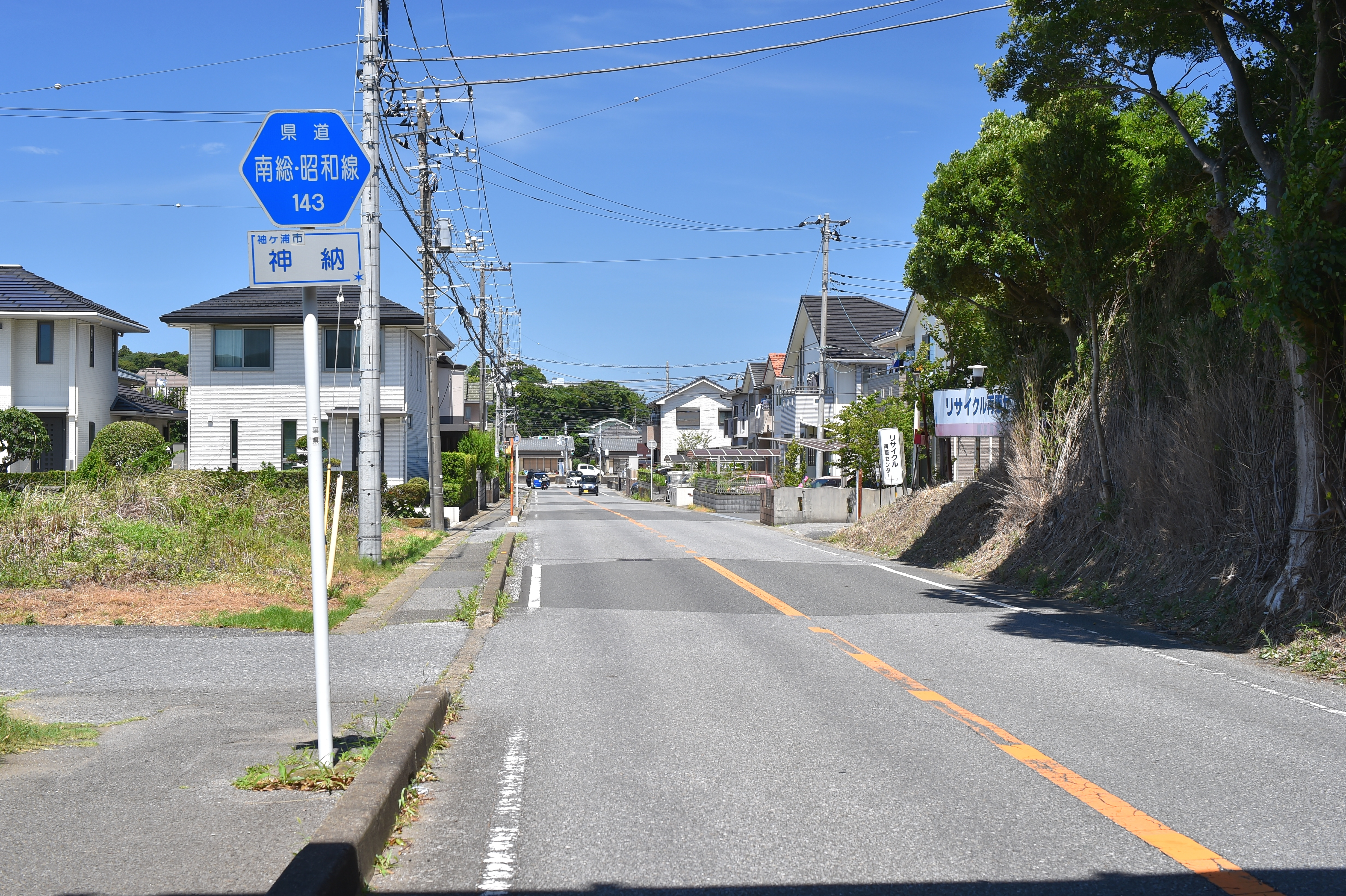
千葉県道143号南総昭和線
袖ケ浦市神納（2022年7月）

## 路線データ

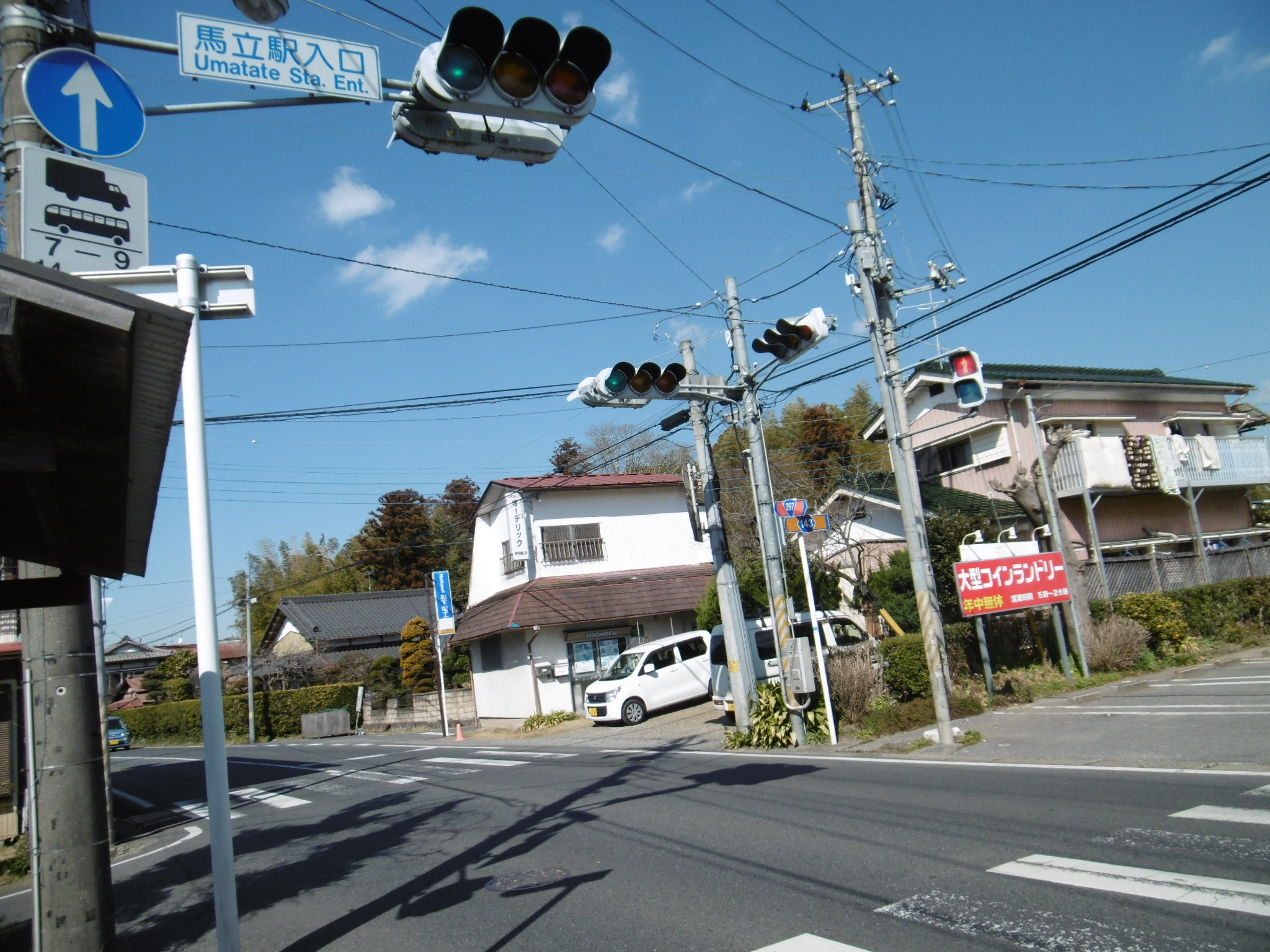
起点である馬立駅周辺(千葉県道143号は左側)。

- 起点：市原市馬立[1]（水神橋際・国道297号交点）
- 終点：袖ケ浦市奈良輪（袖ケ浦市役所入口・千葉県道87号袖ケ浦中島木更津線交点）
- 総延長：*.* km（市原土木事務所管内：*.* km、君津土木事務所管内：14.035 km[2]）
- 重用延長：*.* km（市原土木事務所管内：*.* km、君津土木事務所管内：0.107 km）
- 実延長：17.423 km（市原土木事務所管内：3.477 km[1]、君津土木事務所管内：13.946 km[2]）

## 路線状況
平成22年（2010年）度時点での南総昭和線の交通量について、観測地点である袖ヶ浦市三ツ作での自動車類交通量はそれぞれ、
| 昼間12時間自動車類交通量 | 昼間12時間自動車類交通量 | 昼間12時間自動車類交通量 | 24時間自動車類交通量 | 24時間自動車類交通量 | 24時間自動車類交通量 |
| 小型車                   | 大型車                   | 合計                     | 小型車               | 大型車               | 合計                 |
| 1844台                   | 143台                    | 1987台                   | 2518台               | 323台                | 2841台               |

であり、また道路部幅員10.90m、車道部幅員6.50m、車道幅員5.25m、歩道幅員は上下2.20mとなっている。

## 地理

### 通過する自治体
- 市原市 - 袖ケ浦市

### 交差する道路
- 国道297号（起点）

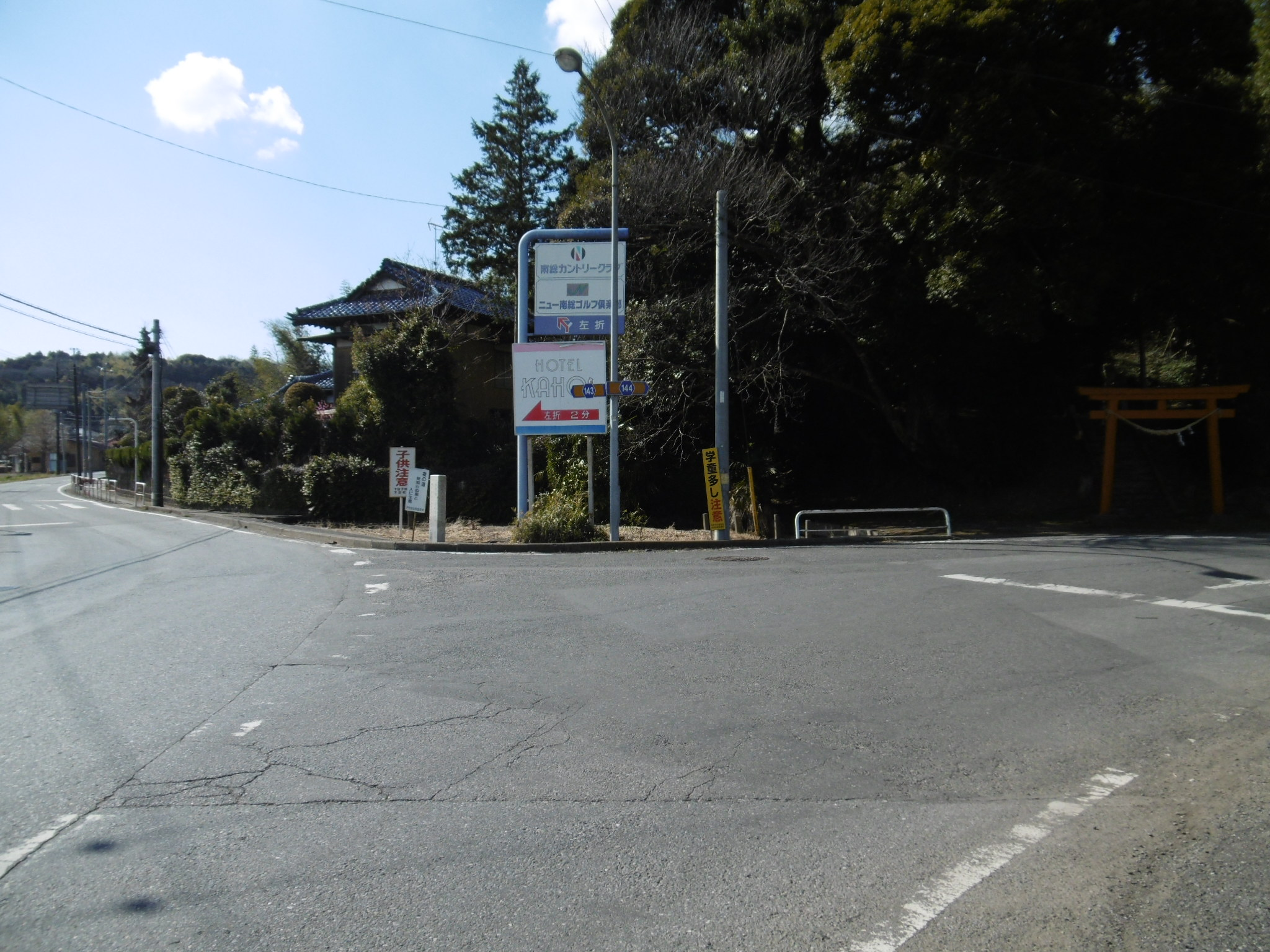
千葉県道144号(右)と接続する千葉県道143号(左)。

- 千葉県道144号南総姉崎線（市原市上高根）
- 千葉県道165号横田停車場上泉線（袖ケ浦市永吉）
- 千葉県道24号千葉鴨川線（袖ケ浦市上泉）
- 千葉県道145号長浦上総線（袖ケ浦市岩井 - 大曽根）
- 千葉県道146号木更津根形線（袖ケ浦市飯富）
- 国道16号（袖ケ浦市神納・接続なし）
- 千葉県道87号袖ケ浦中島木更津線（終点）

### 沿線
- 馬立駅
- 戸田コミュニティセンター
- 南総カントリークラブ
- ニュー南総ゴルフクラブ
- 袖ケ浦市立平岡小学校幽谷分校
- ダチョウ王国袖ケ浦ファーム
- 東京ドイツ村
- 農村公園ひらおかの里
- のぞみ野団地
- 南総園（ぶどう狩り）
- 袖ケ浦市立根形小学校
- 袖ケ浦市立根形中学校
- 袖ケ浦健康づくり支援センター（ガウランド）
- 袖ケ浦市立郷土博物館
- 袖ケ浦公園
- 袖ケ浦市農畜産物直売所（ゆりの里）
- 千葉県立袖ヶ浦高等学校